# 宽角楼梯草
宽角楼梯草（学名：Elatostema platyceras）是荨麻科楼梯草属的植物，是中国的特有植物。分布在中国大陆的云南等地，生长于海拔1,700米的地区，常生长在山谷河边，目前尚未由人工引种栽培。